# Superkiseline
Superkiselina je kiselina s kiselošću većom od kiselosti stopostotne sumporne kiseline, koja po Hammettovoj funkciji kiselosti ima (H0) od −12. Prema suvremenoj definiciji superkiselina je medij u kojem je kemijski potencijal protona veći od onoga u sumpornoj kiselini. Komercijalno dostupne superkiseline uključuju trifluorometansulfonsku (CF3SO3H) i fluorosumpornu kiselinu (FSO3H), od kojih su obje oko tisuću puta jače od sumoporne (imajući više negativne H0 vrijednosti). Najjače superkiseline pripremaju se mješanjem dviju komponenata; jake Lewisove i Brønstedove kiseline. Najjača poznata superkiselina je fluoroantimonska kiselina.

## Povijest
Termin  superkiselina osmislio je James Bryant Conant 1927. kako bi opisao kiseline jače od mineralnih kiselina. George A. Olah priredio je čarobnu kiselinu, tako nazvanu zbog sposobnosti napadanja ugljikovodika, a nastalu mješanjem antimonova pentafluorida (SbF5) i fluorosulfonske (FSO3H). Atribut čarobna FSO3H-SbF5 dobila je nakon što se u nju umočena svijeća rastopila pokazujući za normalne kiseline izvanredno svojstvo protoniranja ugljikovodika.  
Pokazalo se da će pri 140 °C (284 °F), FSO3H–SbF5 pretvoriti metan u tercijarni butil karbokation. Ta reakcija počinje protoniranjem metana:
CH4  +  H+ →  CH5+
CH5+ →  CH3+  +  H2
CH3+  +  3 CH4 →  (CH3)3C+  +  3H2

## Fluoroantimonska kiselina
Fluoroantimonska kiselina, najjača poznata, je 1016 puta jača od čiste sumporne kiseline, i može proizvesti otopine s H0 čak do -28.
Uz spoznaju o kiselosti sustava, proton superkiselina često se smatra slobodnim. U fizičkom kontekstu, kiseli proton nikada nije potpuno slobodan (kao nevezani proton) u kiselini, nego skakuće od aniona do aniona superkiselina Grotthussovim mehanizmom, kao što se događa kiselu protonu u vodi. Ekstremna kiselost proizlazi od lakoće s kojom se proton prenese u supstancu (primjerice ugljikovodici) koja inače ne može biti protonirana. 

## Primjene
Opća upotreba superkiselina jest pružanje okoline za stvaranje i održavanje organskih kationa, koji su korisni kao posredničke molekule u brojnim reakcijama, primjerice u proizvodnji i studiji visokooktanskih goriva i plastike.